# Delia floralis
Delia floralis är en tvåvingeart som först beskrevs av Fallen 1824.  Delia floralis ingår i släktet Delia och familjen blomsterflugor. Arten är reproducerande i Sverige. Inga underarter finns listade i Catalogue of Life.